# شاه‌میگو برای صبحانه
شاه‌میگو برای صبحانه (ایتالیایی: Aragosta a colazione) یک فیلم کمدی ایتالیایی به کارگردانی جورجو کاپیتانی است که در سال ۱۹۷۹ منتشر شد.

## بازیگران
- انریکو مونتسانو
- کلود براسر
- جانت آگرن
- کلودین اوژه
- سیلویا دیونیزیو
- آدریانا اینوچنتی
- رناتو موری
- روبرتو دلا کازا